# Théo Pourchaire
Théo Pourchaire (ur. 20 sierpnia 2003 w Grasse) – francuski kierowca wyścigowy, startujący w serii Formuły 2. Od sezonu 2022 kierowca zespołu ART Grand Prix, mistrz Niemieckiej Formuły 4 (2019) wicemistrz Formuły 3 (2020) oraz mistrz Formuły 2 (2023).
Od 2020 roku członek Sauber Junior Team. 

## Wyniki
| Legenda oznaczeń w tabelach wyników Wyświetl szablon na nowej stronie | Legenda oznaczeń w tabelach wyników Wyświetl szablon na nowej stronie                                                                     |
| Oznaczenie                                                            | Wyjaśnienie |
| --------------------------------------------------------------------- | --- |
| Złoty                                                                 | Zwycięzca lub mistrzostwo |
| Srebrny                                                               | 2. miejsce lub wicemistrzostwo |
| Brązowy                                                               | 3. miejsce lub II wicemistrzostwo |
| Zielony                                                               | Ukończył, punktował (w klasyfikacji generalnej, gdy zdobył co najmniej jeden punkt na przestrzeni sezonu, poza trzema powyższymi opcjami) |
| Niebieski                                                             | Ukończył, nie punktował (w klasyfikacji generalnej, gdy nie zdobył co najmniej jednego punktu na przestrzeni sezonu)                      |
| Czerwony                                                              | Nie zakwalifikował się (NZ) |
| Czerwony                                                              | Nie prekwalifikował się (NPK) |
| Różowy                                                                | Nie ukończył (NU) |
| Różowy                                                                | Niesklasyfikowany (NS) (w klasyfikacji generalnej, gdy nie został sklasyfikowany w żadnym wyścigu sezonu)                                 |
| Czarny                                                                | Zdyskwalifikowany (DK) |
| Czarny                                                                | Wykluczony (WYK/EX) |
| Biały                                                                 | Nie wystartował (NW) |
| Biały                                                                 | Kontuzjowany (K/INJ) |
| Biały                                                                 | Wyścig odwołany (OD/C) |
| Bez koloru                                                            | Został wycofany (WYC/WD) |
| Bez koloru                                                            | Nie przybył (NP/DNA) |
| Bez koloru                                                            | Nie brał udziału w treningach (NT/DNP) |
| Bez koloru                                                            | Nie został zgłoszony (–) |
| Pogrubienie                                                           | Start z pole position |
| Kursywa                                                               | Najszybsze okrążenie wyścigu |
| †                                                                     | Nie ukończył, ale jego rezultat został zaliczony ze względu na przejechanie więcej niż 90% dystansu wyścigu.                              |
| *                                                                     | Sezon w trakcie |
| 1/2/3                                                                 | Punktowana pozycja w sprincie kwalifikacyjnym                                                                                             |
| Lista systemów punktacji Formuły 1                                    | |

### Formuła 3
| Rok  | Zespół         | Wyniki w poszczególnych eliminacjach | Wyniki w poszczególnych eliminacjach | Wyniki w poszczególnych eliminacjach | Wyniki w poszczególnych eliminacjach | Wyniki w poszczególnych eliminacjach | Wyniki w poszczególnych eliminacjach | Wyniki w poszczególnych eliminacjach | Wyniki w poszczególnych eliminacjach | Wyniki w poszczególnych eliminacjach | Wyniki w poszczególnych eliminacjach | Wyniki w poszczególnych eliminacjach | Wyniki w poszczególnych eliminacjach | Wyniki w poszczególnych eliminacjach | Wyniki w poszczególnych eliminacjach | Wyniki w poszczególnych eliminacjach | Wyniki w poszczególnych eliminacjach | Wyniki w poszczególnych eliminacjach | Wyniki w poszczególnych eliminacjach | Pkt. | Poz. |
| ---- | -------------- | ------------------------------------ | ------------------------------------ | ------------------------------------ | ------------------------------------ | ------------------------------------ | ------------------------------------ | ------------------------------------ | ------------------------------------ | ------------------------------------ | ------------------------------------ | ------------------------------------ | ------------------------------------ | ------------------------------------ | ------------------------------------ | ------------------------------------ | ------------------------------------ | ------------------------------------ | ------------------------------------ | ---- | ---- |
| 2020 | ART Grand Prix | RBR                                  | RBR                                  | RBR                                  | RBR                                  | HUN                                  | HUN                                  | SIL                                  | SIL                                  | SIL                                  | SIL                                  | CAT                                  | CAT                                  | SPA                                  | SPA                                  | MNZ                                  | MNZ                                  | MUG                                  | MUG                                  | 161  | 2    |
| 2020 | ART Grand Prix | 13                                   | 26                                   | 9                                    | 1                                    | 1                                    | 6                                    | 12                                   | 8                                    | 6                                    | 3                                    | 7                                    | 6                                    | 2                                    | 5                                    | 2                                    | 2                                    | 3                                    | 3                                    | 161  | 2    |

### Formuła 2
| Rok  | Zespół          | Wyniki w poszczególnych eliminacjach | Wyniki w poszczególnych eliminacjach | Wyniki w poszczególnych eliminacjach | Wyniki w poszczególnych eliminacjach | Wyniki w poszczególnych eliminacjach | Wyniki w poszczególnych eliminacjach | Wyniki w poszczególnych eliminacjach | Wyniki w poszczególnych eliminacjach | Wyniki w poszczególnych eliminacjach | Wyniki w poszczególnych eliminacjach | Wyniki w poszczególnych eliminacjach | Wyniki w poszczególnych eliminacjach | Wyniki w poszczególnych eliminacjach | Wyniki w poszczególnych eliminacjach | Wyniki w poszczególnych eliminacjach | Wyniki w poszczególnych eliminacjach | Wyniki w poszczególnych eliminacjach | Wyniki w poszczególnych eliminacjach | Wyniki w poszczególnych eliminacjach | Wyniki w poszczególnych eliminacjach | Wyniki w poszczególnych eliminacjach | Wyniki w poszczególnych eliminacjach | Wyniki w poszczególnych eliminacjach | Wyniki w poszczególnych eliminacjach | Wyniki w poszczególnych eliminacjach | Wyniki w poszczególnych eliminacjach | Wyniki w poszczególnych eliminacjach | Wyniki w poszczególnych eliminacjach | Pkt. | Poz. |
| ---- | --------------- | ------------------------------------ | ------------------------------------ | ------------------------------------ | ------------------------------------ | ------------------------------------ | ------------------------------------ | ------------------------------------ | ------------------------------------ | ------------------------------------ | ------------------------------------ | ------------------------------------ | ------------------------------------ | ------------------------------------ | ------------------------------------ | ------------------------------------ | ------------------------------------ | ------------------------------------ | ------------------------------------ | ------------------------------------ | ------------------------------------ | ------------------------------------ | ------------------------------------ | ------------------------------------ | ------------------------------------ | ------------------------------------ | ------------------------------------ | ------------------------------------ | ------------------------------------ | ---- | ---- |
| 2020 | BWT HWA Racelab | RBR                                  | RBR                                  | RBR                                  | RBR                                  | HUN                                  | HUN                                  | SIL                                  | SIL                                  | SIL                                  | SIL                                  | CAT                                  | CAT                                  | SPA                                  | SPA                                  | MNZ                                  | MNZ                                  | MUG                                  | MUG                                  | SOC                                  | SOC                                  | BHR                                  | BHR                                  | BHR                                  | BHR                                  |                                      |                                      |                                      |                                      | 0    | 26   |
| 2020 | BWT HWA Racelab | —                                    | —                                    | —                                    | —                                    | —                                    | —                                    | —                                    | —                                    | —                                    | —                                    | —                                    | —                                    | —                                    | —                                    | —                                    | —                                    | —                                    | —                                    | —                                    | —                                    | 18                                   | NU                                   | 18                                   | 21                                   |                                      |                                      |                                      |                                      | 0    | 26   |
| 2021 | ART Grand Prix  | BHR                                  | BHR                                  | BHR                                  | MON                                  | MON                                  | MON                                  | BAK                                  | BAK                                  | BAK                                  | SIL                                  | SIL                                  | SIL                                  | MNZ                                  | MNZ                                  | MNZ                                  | SOC                                  | SOC                                  | SOC                                  | JED                                  | JED                                  | JED                                  | YAS                                  | YAS                                  | YAS                                  |                                      |                                      |                                      |                                      | 140  | 5    |
| 2021 | ART Grand Prix  | NU                                   | 6                                    | 8                                    | 7                                    | 4                                    | 1                                    | 5                                    | 9                                    | NU                                   | 5                                    | 10                                   | 8                                    | 1                                    | 10                                   | 4                                    | 5                                    | OD                                   | 2                                    | NU                                   | 6                                    | NU                                   | 7                                    | 9                                    | 4                                    |                                      |                                      |                                      |                                      | 140  | 5    |
| 2022 | ART Grand Prix  | BHR                                  | BHR                                  | JED                                  | JED                                  | IMO                                  | IMO                                  | CAT                                  | CAT                                  | MON                                  | MON                                  | BAK                                  | BAK                                  | SIL                                  | SIL                                  | RBR                                  | RBR                                  | LEC                                  | LEC                                  | HUN                                  | HUN                                  | SPA                                  | SPA                                  | ZAN                                  | ZAN                                  | MNZ                                  | MNZ                                  | YAS                                  | YAS                                  | 164  | 2    |
| 2022 | ART Grand Prix  | NU                                   | 1                                    | 13                                   | NU                                   | 7                                    | 1                                    | 5                                    | 8                                    | 6                                    | 2                                    | 7                                    | 11                                   | 4                                    | 2                                    | 2                                    | 14                                   | 7                                    | 2                                    | 9                                    | 1                                    | 6                                    | NU                                   | 20                                   | 9                                    | 17                                   | NU                                   | 9                                    | 19†                                  | 164  | 2    |
| 2023 | ART Grand Prix  | BHR                                  | BHR                                  | JED                                  | JED                                  | MEL                                  | MEL                                  | BAK                                  | BAK                                  | MON                                  | MON                                  | CAT                                  | CAT                                  | RBR                                  | RBR                                  | SIL                                  | SIL                                  | HUN                                  | HUN                                  | SPA                                  | SPA                                  | ZAN                                  | ZAN                                  | MNZ                                  | MNZ                                  | YAS                                  | YAS                                  |                                      |                                      | 203  | 1    |
| 2023 | ART Grand Prix  | 5                                    | 1                                    | NU                                   | 13                                   | 18†                                  | 2                                    | 15†                                  | 3                                    | 8                                    | 2                                    | 2                                    | 7                                    | 14                                   | 7                                    | 2                                    | 3                                    | 4                                    | 6                                    | 2                                    | 2                                    | 19                                   | NU                                   | 4                                    | 3                                    | 7                                    | 5                                    |                                      |                                      | 203  | 1    |

### Podsumowanie
| Sezon | Seria                        | Zespół          | Wyścigi | P1 | PP | NO | Podium | Punkty | Pozycja |
| ----- | ---------------------------- | --------------- | ------- | -- | -- | -- | ------ | ------ | ------- |
| 2018  | Francuska Formuła 4 (Junior) | FFSA Academy    | 21      | 16 | 0  | 1  | 20     | 408,5  | 1       |
| 2018  | Francuska Formuła 4          | FFSA Academy    | 10      | 1  | 0  | 1  | 4      | 0†     | NS†     |
| 2019  | Niemiecka Formuła 4          | US Racing-CHRS  | 20      | 4  | 6  | 1  | 12     | 258    | 1       |
| 2020  | Formuła 3                    | ART Grand Prix  | 18      | 2  | 0  | 0  | 8      | 161    | 2       |
| 2020  | Formuła 2                    | BWT HWA Racelab | 4       | 0  | 0  | 0  | 0      | 0      | 26      |
| 2021  | Formuła 2                    | ART Grand Prix  | 23      | 2  | 1  | 4  | 3      | 140    | 5       |
| 2022  | Formuła 2                    | ART Grand Prix  | 28      | 3  | 0  | 0  | 7      | 164    | 2       |
| 2023  | Formuła 2                    | ART Grand Prix  | 26      | 1  | 2  | 2  | 10     | 203    | 1       |